# Amy Watson
Amy Watson, född 12 maj 1981 i USA, är en amerikansk ballerina och balettchef för Den Kongelige Ballet sedan 2024.
Watson fick sin grundläggande dansskolning vid School of American Ballet i New York. Hon var knuten till Suzanne Farrells balettsällskap innan hon 2000 anställdes vid Den Kongelige Ballets corps de ballet i Köpenhamn. Där har Watson dansat såväl moderna som klassiska balettroller.

## Biografi
Watson föddes i Washington D.C. Eftersom hennes far var militär var familjen ofta på resande fot. Medan hon var i England tillbringade hon två år på Royal Academy of Dance, innan hon gick en sommarkurs med Richmond Ballet i Virginia när hon var 12 år. I Fredericksburg, Virginia, gick hon kurser med Avery Ballet. Hon undervisades också av George Balanchine-dansare i Chautauqua, New York, varefter hon studerade vid Pacific Coast Ballet Company i Kalifornien. När hon var 15 år gick hon på School of American Ballet i New York, där hon fick sin grundläggande utbildning.
1998 valdes Watson ut att delta i en treveckorskurs som hölls av Suzanne Farrell i Washington. Farrell imponerades och erbjöd henne att medfölja på turné med hennes balettkompani, där Watson kom att stanna de kommande två åren. I juli 2000 började hon vid Den Kongelige Ballets corps de ballet i Köpenhamn, där hon blev solist 2003 och premiärdansös sedan 2007.
Bland hennes paradnummer återfinns Olga i Onegin och Irma i Abdallah, Aurora i Törnrosa, Odette/Odile i Svansjön, Kitri och Mercedes i Don Quijote och Teresina i Bournonvilles Napoli. Hon har också uppträtt i modernistiska verk som The Cage, Chroma och Ohad Naharins Minus 7. Hennes roll som Anita i West Side Story Suite krävde också sånginsatser, en ny utmaning att närma sig musikalvärlden (hon har en bror verksam som musikalartist på Broadway).
Watson har utöver internationella turnéer med det danska kompaniet även gjort gästroller i USA på New York City Ballet som "Kolerikern" i De fyra temperamenten 2009 och vid American Ballet Theatre som Myrta i Giselle i Minneapolis 2014.
1 november 2024 tillträdde hon som balettchef för Den Kongelige Ballet.

## Utmärkelser
En kort tid efter att drottning Margrethe hade sett henne i Svansjön 2011 hedrades hon med Dannebrogorden.